# Berlens
Berlens är en ort och tidigare kommun i distriktet Glâne i kantonen Fribourg, Schweiz.
1 januari 2004 gick Berlens upp i kommunen Mézières.